# Élection des présidences d'intercommunalités en France en 2008
Entre le 18 mars et le 18 avril 2008, les élections intercommunales ont abouti à l’élection au second degré et au scrutin majoritaire de 85 000 délégués communautaires par les conseils municipaux adhérents aux quelque 2 500 communautés de communes, communautés d'agglomération et communautés urbaines, à la suite des élections municipales françaises de 2008 organisées les 9 et 16 mars 2008.
Ce « troisième tour » des élections municipales comme on le dénomme parfois possède parmi les élus locaux de plus en plus d'importance. Les établissements qu'ils concernent exercent des compétences stratégiques et structurantes de plus en plus importantes pour les bassins de vie et les agglomérations urbaines.
Il est vraisemblablement le dernier dans son genre, les élections municipales de 2014 voyant très probablement l'introduction du suffrage universel dans la désignation des représentants intercommunaux selon un mode de scrutin qui reste à définir.

## Pas de cumul des mandats
On peut noter du fait de l'élection au second degré et du statut d'établissement public, la loi sur le cumul des mandats ne s'applique pas : des élus cumulant plusieurs mandats briguent volontiers ces présidences d'un fort impact politique et qui ont l'avantage de ne pas être inclus dans les cumuls de mandats : un sénateur-président de conseil général ne peut être maire ni même conseiller municipal mais peut très bien être également président d'une communauté urbaine (au moins 500 000 habitants) ou d'une communauté d'agglomération (au moins 50 000 habitants).

## Pas de parité
La parité non plus ne s'applique pas : une poignée de femmes seulement président les communautés, le cas le plus fréquent étant celui ou une élue exerce le mandat de maire de la ville-centre (Caroline Cayeux à Beauvais, Brigitte Barèges à Montauban, Marie-Josée Roig à Avignon, Maryse Joissains-Masini à Aix-en-Provence. L’élection de Martine Aubry à la Lille Métropole Communauté urbaine n’a pour précédents dans ce type d’établissements que Catherine Trautmann à la communauté urbaine de Strasbourg (1989-2001) et le bref passage de Christine Roimier à la communauté urbaine d'Alençon. De même Valérie Létard à la communauté d'agglomération de Valenciennes Métropole, alors qu'elle n'est pas maire de la ville centre, marque une avancée de la présence des femmes dans les présidences intercommunales. Ailleurs, de nombreuses femmes maires de ville-centre demeurent à l’écart de la présidence de l’intercommunalité. C’est le cas parmi les élues sortantes d’Hélène Mandroux à Montpellier. De même parmi les nouvelles élues, on peut citer : Laure Déroche à Roanne, Natacha Bouchart à Calais, Valérie Fourneyron à Rouen, Bernadette Laclais à Chambéry.
Seuls 4 % des présidents des intercommunalités des villes moyennes sont des présidentes.

## La confirmation de la «vague rose»?
Si le succès de la gauche aux élections municipales doit logiquement conforter ses positions dans les intercommunalités, celles-ci sont un lieu où les clivages traditionnels sont moins clairs. Le mode de gestion des communautés demeure plus consensuel, que celui des assemblées élues au suffrage universel comme les conseils municipaux. Ainsi, 3 % seulement des conseils communautaires de la précédente mandature (2001-2008) possédaient des groupes parlementaires de majorité et d'opposition. De même, un président et un vice-président sont fréquemment de bords politiques opposés ce qui n'est pas le cas d'un maire et de ses adjoints, chacun représentant davantage sa commune d'origine qu'un parti.
Ainsi le nouveau président de la communauté d'agglomération du Grand Toulouse Pierre Cohen (PS) a été élu à l'unanimité, y compris des maires de L'Union et de Castelginest, Georges Beyney (DVD) et Grégoire Carneiro (UMP), bien que succdant à l'UMP Philippe Douste-Blazy.
Inversement, le maire DVD de Yutz Patrick Weiten a été élu à la quasi-unanimité président de la communauté d'agglomération Portes de France-Thionville alors que la ville-centre de Thionville a basculé de l'UMP au PS, son maire Bertrand Mertz devenant premier vice-président de l'agglomération.
Cependant, Renaud Muselier (UMP) a dû faire face à des défections dans son propre camp, qui ont permis l'élection du PS Eugène Caselli.
Enfin, l'élection à la communauté d'agglomération de Metz Métropole a relativisé la victoire du socialiste Dominique Gros à la mairie de Metz en maintenant à droite la présidence avec la présence du maire UMP de Montigny-lès-Metz, Jean-Luc Bohl.
De même à Carpentras, dont la mairie a été emportée par le socialiste Francis Adolphe, la communauté d'agglomération Ventoux-Comtat Venaissin est restée à droite avec la présidence de Christian Gonnet.
Plusieurs figures de la politique nationale ont été élus ou réélus à la tête d'une structure intercommunale : François Rebsamen, Laurent Fabius, Martine Aubry, Luc Chatel, Christian Estrosi, etc.

### Parmi les intercommunalités qui passent d'un président de gauche à un président de droite
- Jean Dionis du Séjour (Nouveau Centre) succède à Jacques Clouché à la présidence de la communauté d'agglomération d'Agen[8].
- À la communauté d'agglomération de Saumur Loire Développement, Michel Apchin succède à Jean-Michel Marchand.

### Parmi les intercommunalités qui gardent un président de droite
- Jean-Luc Bohl succède à Jean-Marie Rausch (DVD) à la tête de la communauté d'agglomération de Metz Métropole.
- Christian Estrosi (UMP) succède à Jacques Peyrat (DVD) à la tête de la communauté d'agglomération Nice-Côte d'Azur.
- Patrick Weiten succède à Jean-Marie Demange à la communauté d'agglomération Portes de France-Thionville.
- André Wojciechowski (UMP) est réélu à la communauté de communes du Pays naborien.
- Valérie Létard (NC) succède à Jean-Louis Borloo à la communauté d'agglomération de Valenciennes Métropole.
- Christian Gonnet succède à Jean-Claude Andrieu à la communauté d'agglomération Ventoux-Comtat Venaissin.

### Parmi les intercommunalités qui passent d'un président de droite à un président de gauche
- Pierre Moscovici (PS) succède à Louis Souvet (UMP) à la communauté d'agglomération du Pays de Montbéliard[9].
- Jacques Bigot (PS) succède à Robert Grossmann (UMP) à la communauté urbaine de Strasbourg.
- Maurice Vincent (PS) succède à Michel Thiollière (UMP) à la communauté d'agglomération Saint-Étienne Métropole.
- Eugène Caselli (PS) succède à Jean-Claude Gaudin (UMP) à la tête de la communauté urbaine Marseille Provence Métropole.
- Pierre Cohen(PS) succède à Philippe Douste-Blazy (UMP) à la tête de la communauté d'agglomération du Grand Toulouse.
- Laurent Kalinowski (PS) succède à Charles Stirnweiss à la communauté d'agglomération de Forbach Porte de France.
- Michel Champredon (PS) succède à Jean-Pierre Nicolas (UMP) à la communauté d'agglomération d'Évreux.
- Philippe Duron (PS) à la communauté d'agglomération Caen la Mer.
- Adeline Hazan (PS) à la Reims Métropole.
- Manuel Valls (PS) succède à Jean Hartz (PR) à la Communauté d'agglomération Évry Centre Essonne.

### Parmi les intercommunalités qui gardent un président de gauche
- Jean-Claude Corbisez (PS) succède, contre la volonté de ce dernier, à Albert Facon (PS) à la tête de la communauté d'agglomération d'Hénin-Carvin[10]
- Patrick Braouezec (PCF) est réélu président de Plaine commune
- Bernard Cazeneuve (PS) succède à Bernard Cauvin (PS) à la présidence de la communauté urbaine de Cherbourg[11]
- Martine Aubry (PS) succède à Pierre Mauroy (PS) à Lille Métropole Communauté urbaine
- Laurent Fabius succède à François Zimeray à l'agglomération de Rouen
- Philippe Blet (Socialiste) succède à Jacky Hénin (PCF) à la communauté d'agglomération du Calaisis[12].
- Michel Delebarre (PS) est réélu président de la communauté urbaine de Dunkerque.

## «Super-maire» ou partage des tâches entre élus?
Autre tendance à observer parmi les résultats, le président de la communauté est-il également maire de la ville-centre ou bien les deux fonctions sont-elles dissociées ?

### Les présidents-maires...
L'option d'un « super-maire » cumulant les deux fauteuils répond au souhait d'une meilleure coordination des politiques municipale et intercommunale. Au point qu'à Toulouse, Pierre Cohen a reçu l'appui de deux maires de droite pour être porté à la présidence de la communauté d'agglomération.
57 % des intercommunalités de villes moyennes ont élu un nouveau président, 43 % des présidents ayant été reconduits dans leur fonction. 73 % des présidents de ces intercommunalités de villes moyennes sont issus de la ville centre : 55 % des présidents sont aussi maires de la ville centre de l’intercommunalité et 18 % sont des adjoints au maire de la ville centre.
27 % des présidents sont maire d’une autre commune membre de l’EPCI.
Parmi les agglomérations ayant changé de présidence, l'option du « président-maire » a été conservée pour la gauche à Saint-Étienne (Maurice Vincent), Blois (Marc Gricourt), Périgueux (Michel Moyrand), Amiens (Gilles Demailly), Chalon-sur-Saône (Christophe Sirugue), Évreux (Michel Champredon) et pour la droite à Nice (Christian Estrosi), Agen (Jean Dionis du Séjour), Chaumont (Luc Chatel) ou Saumur (Michel Apchin).
De nouvelles agglomérations ont fait ce choix à l'issue des élections de 2008 : à Caen (Philippe Duron), Cherbourg (Bernard Cazeneuve), Lille (Martine Aubry), Évry (Manuel Valls), communauté d'agglomération Argenteuil-Bezons (Philippe Doucet), Pau (Martine Lignières-Cassou), Brive-la-Gaillarde (Philippe Nauche) ou La Roche-sur-Yon (Pierre Regnault).

### ... et les tandems
Ils peuvent être volontaires, fruits de négociation entre élus. Ils résultent assez souvent à la volonté de rassurer sur les volontés hégémoniques de la ville-centre sur son agglomération et d'organiser un partage des tâches. C'est le cas à Strasbourg malgré le basculement de majorité politique, où Roland Ries et Jacques Bigot donnent un successeur au fameux tandem Fabienne Keller - Robert Grossmann avec toutefois la nouveauté que le maire d’Illkirch-Graffenstaden est le premier président de la CUS non élu de la ville centre. La situation a fait son apparition à la communauté urbaine Creusot-Montceau (CUCM) où c'est le maire de Sanvignes-les-Mines (4 300 habitants), Jean-Claude Lagrange, qui a été porté à la présidence. Même phénomène à Calais (Natacha Bouchart, Philippe Blet), Roanne (Laure Déroche, André Avocat), communauté d'agglomération de la Riviera française à Menton (Jean-Claude Guibal, Patrick Césari), Grand Rodez (Christian Teyssèdre, Ludovic Mouly), Saint-Brieuc (Bruno Joncour, Michel Lesage), Chambéry (Bernadette Laclais, Louis Besson), Le Puy-en-Velay (Laurent Wauquiez, Jacques Volle), Dieppe (Sébastien Jumel, Patrick Boulier), Vierzon (Nicolas Sansu, Jean-Claude Sandrier) et Bourg-en-Bresse (Jean-François Debat, Michel Fontaine).
Plus délicats sont les cas de cohabitations territoriales entre le maire de la ville centre et le président de l’agglo. La situation résulte de la fronde d'élus de l'agglomération de bords politiques opposés à ceux de la ville-centre. Elle peut faire peser des craintes sur la conduite des projets d’agglomération.
Le cas le plus célèbre est celui de la communauté urbaine Marseille Provence Métropole (Jean-Claude Gaudin, Eugène Caselli) est emblématique. De nouvelles agglomérations ont rejoint la situation comme Metz (Dominique Gros, Jean-Luc Bohl), Thionville (Bertrand Mertz, Patrick Weiten), communauté d'agglomération Ventoux-Comtat Venaissin à Carpentras (Adolphe, Gonnet).

### Presse nationale
- Article du Monde du 23 avril 2008
- Article de Libération du 19 avril

- Article du Monde du 23 avril
- Annonce de l'AFP
- Le Journal chrétien du 29 mars

### Presse régionale
- Article de la Dépêche du Midi du 23 avril
- Article de la Voix du Nord du 4 avril
- Le Télégramme